# 斑馬魚
斑馬魚（又名印度斑馬魚、黑斑馬魚、藍斑馬魚、斑馬、藍條魚、花條魚、印度魚），是一种热带淡水鱼，為輻鰭魚綱鯉形目鯉科的其中一種。原生於喜馬拉雅地區，是一种受欢迎的观赏性鱼类。同时，其在科研领域也是一种重要的有脊椎模式生物，尤其是在生物体再生能力的研究方面，并且有多种基因编辑后的转基因人工培育种。斑马鱼在被重新被划归为鿕屬（Danio）之前，曾被归类为短鿕属（Brachydanio），因而在科研文献中被长期称为Brachydanio rerio，而非如今的Danio rerio。

## 分布
斑马鱼原生于喜马拉雅地区东南部的溪流中，见於孟加拉、印度、巴基斯坦、緬甸、尼泊爾等国。本種類出现在东印度的恒河流域，常栖息于溪流、运河、水沟、池塘、缓流或静滞水体（如稻田等）。斑马鱼是美國、日本、斯里蘭卡、菲律賓、模里西斯等地的外来物种，可能是被故意放生或是从养鱼场逃离而引入野外环境中。

## 特徵
體色為銀色或金色,侧面覆蓋著五条橫紋，這些橫紋從頭部延伸至尾鰭的後端，臀鰭和尾鰭上同樣也有這種條紋，这些条纹与斑马条纹观感有同处，因而得名。背部呈淺橄欖黃；外形侧看为纺锤状，身形扁而修细，口向前。雄性为鱼雷状，体一般长于雌性，金色条纹间有蓝色条纹，色偏红；雌性腹部更大，偏白，条带呈银色，成年雌性可于臀鳍起点前侧观察到小的生殖乳突。斑马鱼可以长到长达6.4厘米，但通常不会长于4厘米。其寿命为2～3年左右，理想条件下可以超过5年。

## 生態
本魚棲息在溪流、溝渠或靜止的水中，每2至3天可產卵一次，每次可產約200顆以上的卵，屬雜食性，以昆蟲、小型甲殼類等為食。性情溫和，喜群游，通常數尾成一群。無家庭觀念。

## 生殖发育
斑馬魚的发育分为6个阶段：卵裂期，囊胚期，原肠胚期、分裂期、成形期和孵化期。

斑马鱼发育阶段（各阶段长度如图示比例，成年阶段除外，成年斑马鱼大致长到2.5厘米）

斑马鱼的平均传代时间（generation time）为3个月。雄性斑马鱼需要在场等待排卵和產卵发生，随后雌性斑马鱼在每个卵块（clutch）中能够间隔2～3天产下几百枚卵。卵排出并与精子受精后，胚胎发育开始；受精卵透明这一特性使得斑马鱼极大地方便了科研人员，使其适合科学研究。
斑马鱼的胚胎发育十分迅速，受精36小时内先期物质就分化出了所有的器官：胚胎最早见于卵黄中，这时卵黄顶端出现一个巨大的细胞（见右侧，如0h时图）；随后，这个细胞一分为二（见0.75h时图）；再之后，细胞持续性分裂，直至形成上千个小细胞（见3.25h时图）；大量的细胞随后迁移出卵黄的边缘（见8h时图），再随之开始形成一头一尾（见16h时图），尾生长并从卵细胞中分离出来（见24h时图）；胚胎消耗作为养料来源的卵黄并逐渐成熟，卵黄逐渐收缩（见72h时图）。过若干月后，成年斑马鱼进入生殖成熟期（见右图底端图）。
科研人员为促进斑马鱼产卵，往往在放置小水箱中放置，模拟河流的岸边。小水箱内置隔板，隔离雌雄；并下有栅格，防止成鱼吞食鱼卵。适时打开隔板，供其交配产卵；因其昼夜节律，斑马鱼早上产卵为佳，故早上打开为好，打开时抬高水箱底栅格，减小鱼的活动范围，方便其交配；可在水箱底部发现卵，透明者为受精卵。科研人员可以通过此方式在10分钟内收集大量鱼卵。雄性斑马鱼会对雌性身上诸如“好的斑纹”之类的显著标记更有反应，然而在集体中，雄性会和其能找到的雌性交配。在交配中吸引雌性的机制尚不清楚。交配环境中有植物，甚至是塑料植物，也会大大地促进产卵。

## 品种分类

### 转基因品种
斑馬魚是研究發育生物學的新興模式動物。斑馬魚由於具有飼育容易、胚胎透明、體外受精、突變種多、遺傳學工具成熟等諸多優點，近年來已成為研究脊椎動物發育與人類遺傳疾病的新興模式生物。與其他脊椎動物相較下，斑馬魚最大的優點就是具有多達6,000多種的遺傳突變種，這些突變種的建立大致上是利用X射線、N-乙基-N-亚硝基脲或反轉錄病毒的感染造成基因組的突變，之後再經由多次的子代篩選所得。這些突變種的表徵包含如胚層分化，器官發育，生理調適與行為表現等多方面，所以可提供研究人員極佳的正向遺傳學材料來進行發育機制上的研究。另外在斑馬魚系統中也開發出阻斷基因功能的工具-嗎啉基，可快速以逆向遺傳學手法來驗證基因的功能。所以正向遺傳學與逆向遺傳學的巧妙利用，可以正確推導出斑馬魚遺傳發育途徑，也是目前斑馬魚成為研究人類疾病新興模式生物的主要原因。
从2003年后期起，表达绿色、红色、黄色荧光蛋白的转基因品种斑马鱼在美国上市。表达荧光蛋白的斑马鱼也被商家称为“螢光魚”。别的培养品种包括“golden”、“sandy”、“longfin”、“leopard”等。其中leopard品种，之前被称为Danio frankei，是一种由于色素变异产生的带点状色彩的斑马鱼品种。Xanthochromism的普通斑马鱼品种与leopard品种、长鳍次种都已通过育种筛选获得并被用于水族鱼类交易。（Xanthochromism是一种有关红色素被黄色素替代的带有特殊黄色。）

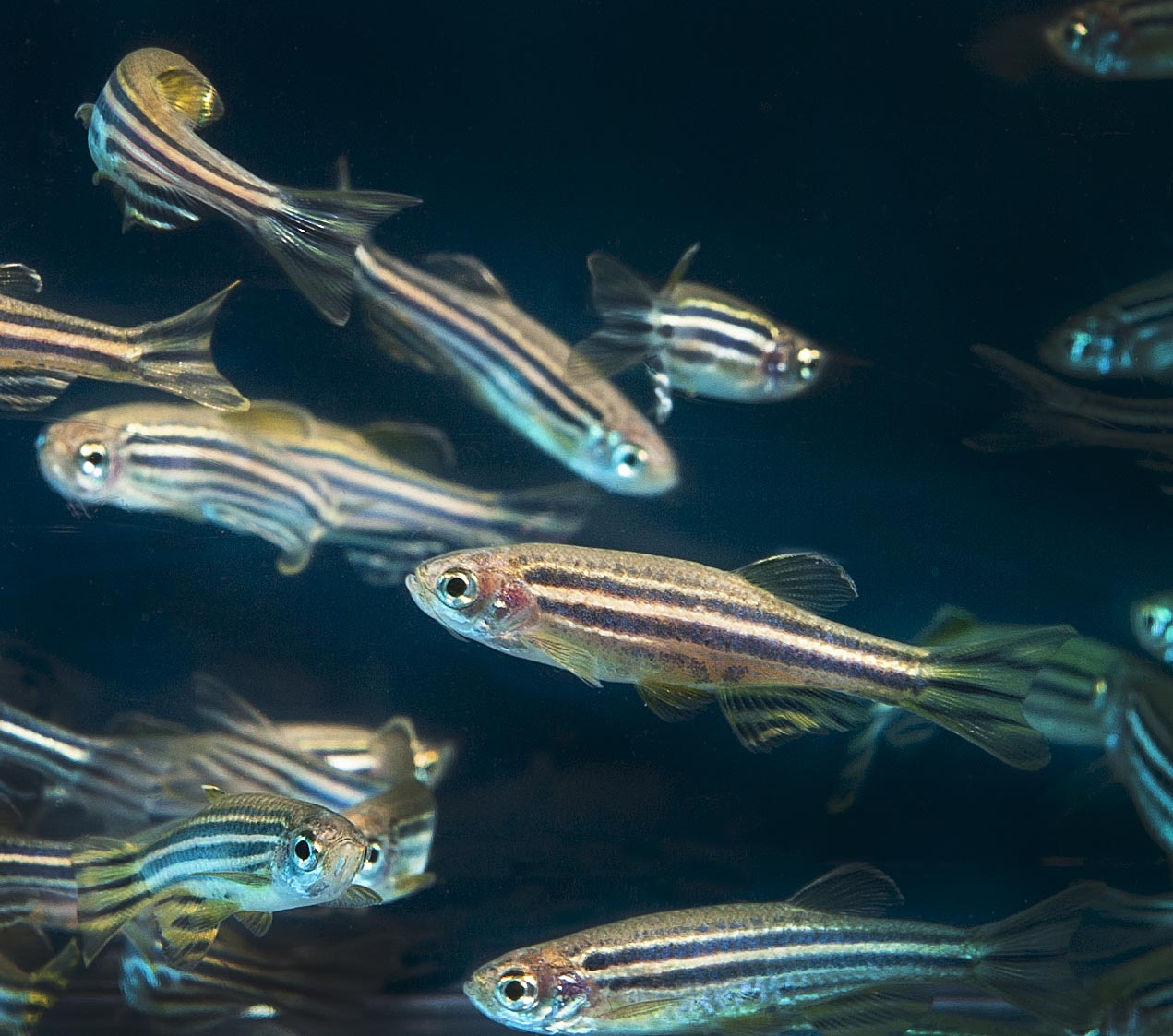
野生鱼群
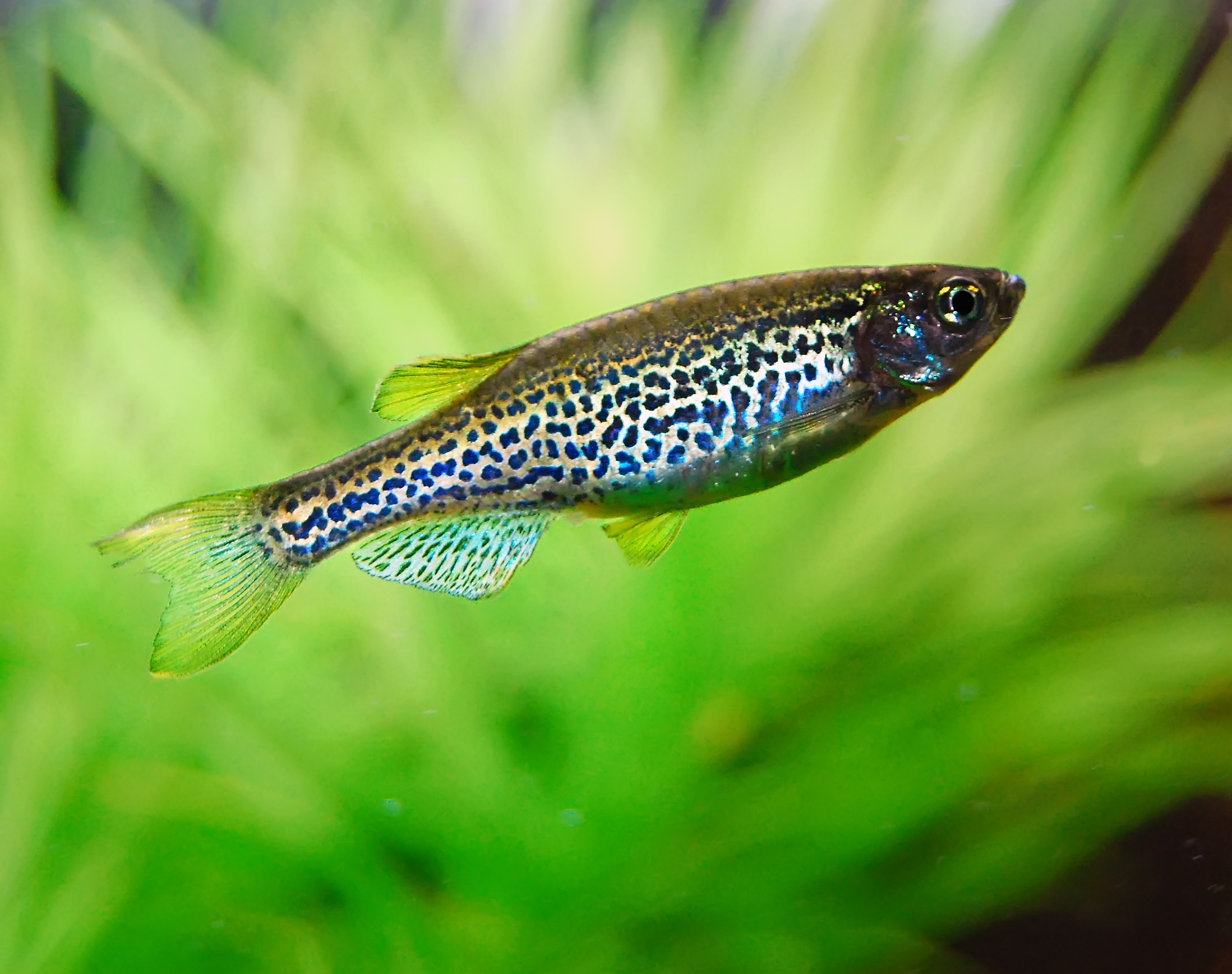
leopard品种，带蓝点（人工培育种）
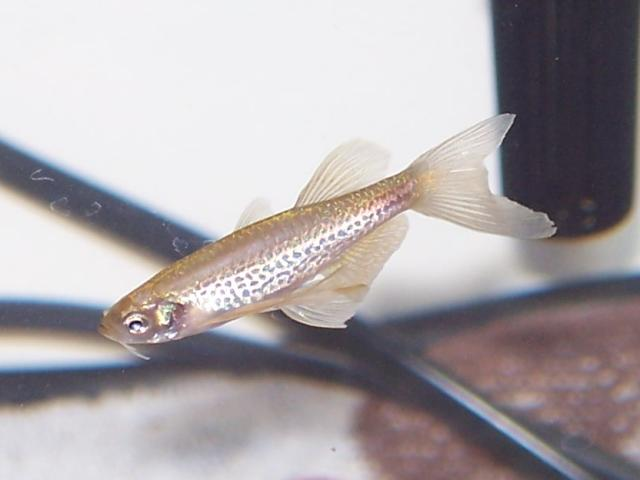
带长鳍的leopard品种(人工培育种)
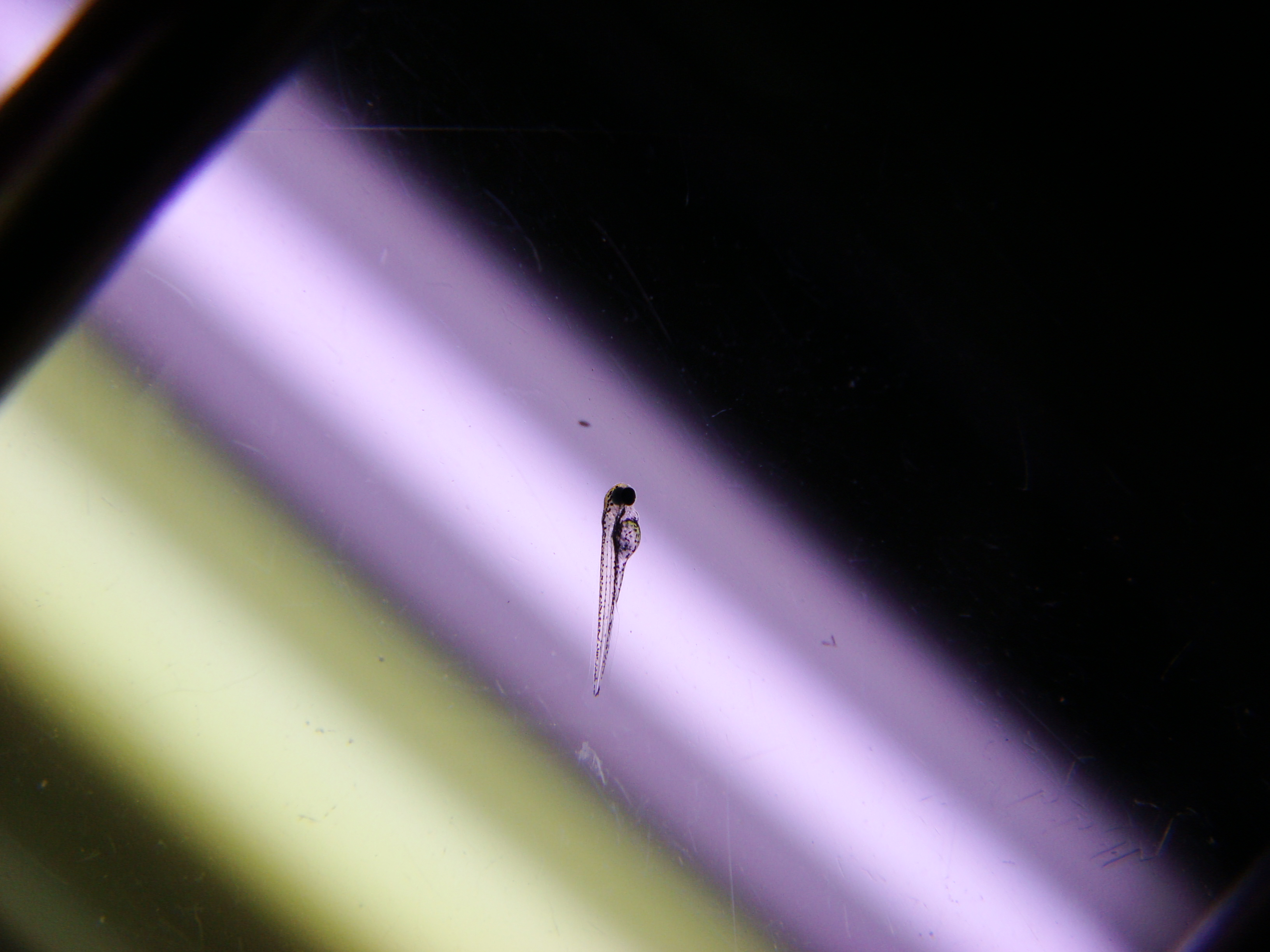
斑馬魚苗

### 野生品种
斑马鱼信息网（ZFIN）提供了最新的目前已知野生型（wild-type,简称WT）斑马鱼信息。
| - AB (AB) - AB/C32 (AB/C32) - AB/TL (AB/TL) - AB/Tuebingen (AB/TU) - C32 (C32) - Cologne (KOLN) - Darjeeling (DAR) - Ekkwill (EKW) | - HK/AB (HK/AB) - HK/Sing (HK/SING) - Hong Kong (HK) - India (IND) - Indonesia (INDO) - Nadia (NA) - RIKEN WT (RW) - Singapore (SING) | - SJA (SJA) - SJD (SJD) - SJD/C32 (SJD/C32) - Tuebingen (TU) - Tupfel long fin (TL) - Tupfel long fin nacre (TLN) - WIK (WIK) - WIK/AB (WIK/AB) |

### 杂交品种
不同鿕属品种之间的杂交品种可能仍具有生殖能力，例如D. rerio（斑马鱼）与D. nigrofasciatus的杂交品种。

## 养殖要求

### 水族养殖
為相當受歡迎的觀賞魚，飼養時以寬約60公分的水族箱為宜。
斑马鱼适应性强，易于新手养殖，因其性格活泼、繁殖迅速、较为美观、价格便宜、易于获得而受欢迎。斑马鱼能6只以上成群游动,并且可以与水族箱中其它品种鱼类有互动，但它们易于感染卵旋虫病、天鹅绒病、微孢子蟲病、分枝杆菌病等疾病。成年斑马鱼会食鱼卵，保护鱼卵要通过将生殖区域隔离开来。
斑马鱼也常被用来产生转基因品种，也是荧光鱼的第一代品种。
| 原产地区  | 喜马拉雅地区 | 用水要求 |            |
| 水质-硬度 | 5~12 °GH     | 水质-pH  | 6~7        |
| 适宜温度  | 22~24 °C     | 最小水量 | 100升      |
| 食性偏好  | 杂食         | 成年大小 | 5厘米      |
| 生殖情况  | 卵生         | 栖息偏好 | 浅表层水域 |
| 社群习性  | 群居行动     | 养殖难度 | 简单       |

### 喂食情况
斑马鱼属杂食性鱼类，主要食用浮游动物、浮游植物、昆虫、昆虫幼体等，但在食物条件不理想的情况下也会食用别的食物，例如蠕虫、甲壳类动物等。
在實驗室中，斑马鱼苗通常用草履虫喂养，待其成長到一定大小後則餵食豐年蝦，成年的斑馬魚則是吃一般的魚飼料。

## 科研特性

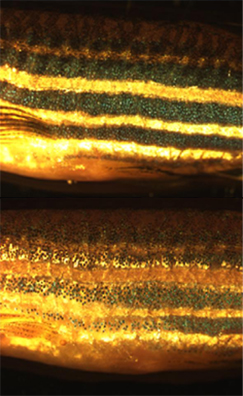
斑马鱼的色素細胞为科学家广泛研究的对象，此处表现出对背景的偽裝。

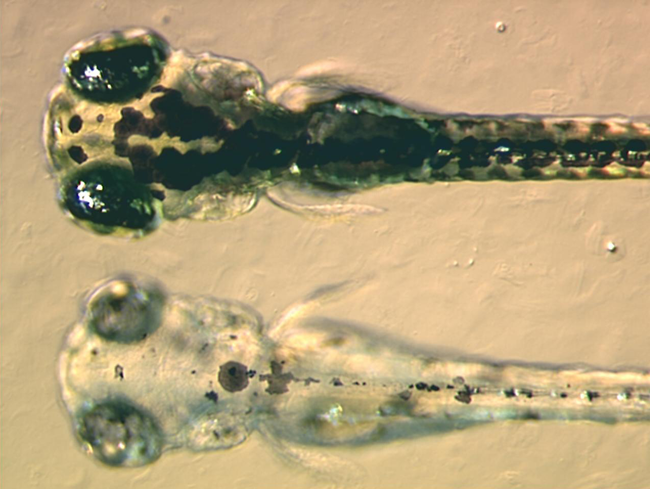
图下方展示的是斑马鱼色素突变，突变种由插入诱变基因产生。上方为野生型，与之对比。变异种不能很好地合成黑色素，故其黑素細胞缺乏黑色素。

斑马鱼是一种常见且常用的科研模式生物，被用于研究脊椎动物的发育以及基因功能。由美国分子生物学家George Streisinger及他在俄勒冈大学的同事在1970、80年代首先在实验室中使用作模式生物。George Streisinger所进行的斑马鱼克隆实验形成了最早一批成功的脊椎动物克隆体之一。 斑马鱼在科研领域的重要性在成功的大规模先导性基因筛查中被凸显，这一实验常被称为Tübingen/Boston筛查（the Tübingen/Boston screens）。该品种鱼目前已有特有的线上数据库，包括遗传学数据库、基因组学数据库、发育信息数据库、斑马鱼信息网 (Zebrafish Information Network，简称ZFIN)。斑马鱼国际资源中心（The Zebrafish International Resource Center，简称ZIRC）储存了斑马鱼的遗传学信息，并由29,250对等位基因的信息对研究领域发布。斑马鱼也是少数几种被送上太空的鱼类之一。
使用斑马鱼进行的研究已经在发育生物学、肿瘤学、毒理学、生殖医学、畸形学、遗传学、神经科学、环境科学、幹細胞、再生醫學和进化理论等领域取得进展。

### 作为模式生物的特性
作为模式生物，斑马鱼在科研领域具有许多优势。其基因組已经被全部测序，並被充分了解，其发育行为容易理解、易于观察、便于测验。其胚胎发育迅速，胚胎相对较大、突出而且透明，还可以在母体外發育。此外，科研人员可以获得已经被研究成型的、带有特定特征的变异种。
其它的好处包括：在早期发育阶段，斑马鱼胚胎大小幾乎不变，便于染色之类的简单技术操作；其发育阶段中两个细胞组成的胚胎可以融合成一个细胞，从而获得纯合子胚胎；斑马鱼与人类和哺乳类模型在毒理测试方面显著相近，并且展现出类似于哺乳动物睡眠行为的昼夜节律。然而，斑马鱼不是一个完全理想的实验模型，其在别的科研领域也有不适用之处，例如其不存在标准的饮食，又比如在一些有关人类疾病的基因方面，斑马鱼和哺乳类存在微小但很重大的差异。

### 再生能力
斑马鱼在幼鱼阶段能够再生其鳍、皮肤、心脏、体侧线的毛细胞以及大脑。在2011年，英国心脏基金会广告宣传以公布其将这项能力应用于人体的企划，以期筹措5,000万英镑。
斑马鱼也被发现可在创伤后再生感光细胞与视网膜神经。目前研究显示，这是由米勒细胞(Muller glia)的去分化与增殖介导的。研究人员不断截断背上以及腹面上的尾鳍，并且分析其再生以观测其突变。已经发现，组蛋白去甲基化酶在截肢部位出现，使得斑马鱼的细胞重新活跃为可再生的类似于干细胞的状态。2012年，澳洲科学家发布的一项研究表明，斑马鱼使用一种被称为成纤维细胞生长因子的特异的蛋白质以确保其脊髓可以痊愈而无胶质瘢痕。科學家們首次繪製出斑馬魚神經細胞的詳細圖譜。該圖譜揭示了這些特殊魚類如何能夠徹底修復被截斷的脊髓，這可能為人類脊髓損傷的治療策略提供重要線索。此外，斑马鱼后侧体侧线的毛细胞被发现可以在创伤后或者发育中断后再生。对其再生期间基因表达的研究使得若干重要的信号通路得以被识别出来，例如Wnt信号通路和成纤维细胞生长因子等。
研究包括神经退行性疾病、行动失调、精神疾病、耳聋等在内的神经系统疾病时，研究人员使用斑马鱼来理解遗传学缺陷如何引起人脑、脊椎、感应器功能上的异常。科研人员也通过此途径深入了解人体错综复杂的肌肉与骨骼疾病，例如肌肉萎縮症等。斑马鱼研究的另一焦点在于理解刺猬信号通路（一种生物信号）如何影响细胞生长乃至引起一系列的癌症。

### 遗传特性

#### 基因表达
由于斑马鱼的生命周期较短、可控性强，故常被用作遗传学研究的模型动物。基因敲落和用反義嗎啉基进行修改RNA剪接是常用的反向遗传学技术。人工合成的高分子嗎啉基寡核苷酸(MO)包含与DNA、RNA相同的核苷；通过与互补序列结合，他们可以减少特定基因的表达或者阻碍其它RNA上进行的过程。嗎啉基寡核苷酸(MO)可以在32细胞阶段后注入胚胎内的某个细胞，使得这一细胞所分裂出的细胞都出现在某个基因上的表达减弱；不过，大分子可以任意透膜通行早期胚胎（小于32细胞）中的细胞中，进行扩散。使用嗎啉基的指南描述了合理控制策略。嗎啉基常以500pL剂量直接通过显微注射注入1～2细胞阶段的斑马鱼胚胎中，使之可以与多数细胞融合。
斑马鱼基因敲除的难点在于：基因组在完成輻鰭魚和肉鳍鱼的分化之后的基因复制中，由于同源基因互补，同源基因中其中之一很难不被表达。尽管斑马鱼的基因組很复杂，市面上还是不少有供研究基因表达谱以分析基因表达的国际化的商业平台的，并且还推荐使用ChIP-on-chip技术的规范。

#### 基因组测序
维康桑格研究所在2001年启动斑马鱼基因组测序项目。蒂宾根参考样品系的基因组序列可以在美国国家生物技术信息中心(NCBI)的斑马鱼基因组 （页面存档备份，存于）上获得。斑马鱼参考基因组被注是Ensembl项目 （页面存档备份，存于）的一部分，由基因组参考联合会（Genome Reference Consortium）所维护。
2009年，印度德里的基因组和整合生物学研究所（Institute of Genomics and Integrative Biology）宣布了一种野生品系斑马鱼的基因组测序，其包含大约17亿对碱基。野生型斑马鱼的基因组测序差异倍数为39。与参照基因组的比较分析发现了超过500万单核酸突变和超过160万插入或剪切突变。共1.4GB超过26,000个蛋白质编码基因的斑马鱼参照基因组序列由Kerstin Howe等人于2013年发布。

#### 线粒体DNA
在2001年10月，美國奧克拉荷馬大學研究人员公开了斑马鱼的完整线粒体DNA序列。这一序列包含16,596个碱基对，与其它鱼类差别不超过100个碱基对，仅仅比金鱼(双名法：Carassius auratus)的长18个碱基对，比鲤鱼(双名法：Cyprinus carpio)的长21个碱基对。其线粒体基因含量与基因顺序与常见的脊椎动物线粒体DNA相同，包含13种蛋白质编码基因和1个包含重链复制起点的非编码控制区。其中间发现有，共5个的1组tRNA基因和类似脊椎动物轻链复制起点的序列。因为从碱基对变化的角度很难得出有关适应性的结论，所以很难得出进化上的结论。

#### 色素基因
1999年，nacre变异在斑马鱼体内的哺乳类同源基因MITF传输因子中被识别出来。人体MITF的变异会导致眼部缺陷和色素缺失，这一症状是瓦登伯革氏症候群的一种。2005年12月，对golden品系的研究认为一种被称为SLC24A5的溶质载体蛋白编码基因导致了其不同寻常的体色，这种蛋白似乎在黑色素形成过程中是必要的，并且通过马琳代（Morpholino）敲除，其这一功能被确认。随后，与人体直系同源的基因在实验中被识别出来：一个单碱基对差异被发现能够大大影响肤色，使得浅肤色的欧洲裔人种与黑肤色的非裔人种被区分开来，但这一实验并未对人做实验，而是采用了比较基因组学这一新领域的研究方法。带有nacre突变的斑马鱼与带roy orbison (roy)突变的斑马鱼交配可以得到没有黑素细胞和虹细胞的斑马鱼，这些得到的斑马鱼在成年期也是透明的，一律有着带颜色的眼睛和半透明的皮肤。

#### 转基因
转基因是一种研究斑马鱼基因的功能的常见手段。通过使用Tol2转位子体系的方法，构建转基因品种斑马鱼尤其容易。

#### 透明体色
2008年，美國波士頓兒童醫院的研究人员开发了一种新的斑马鱼品系Casper。这种品系的成鱼体色透明。这能够方便对细胞活动、循环系统遠端轉移等现象的细致观察。由于人和斑马鱼有许多基因功能是相同的Casper品种被寄予加深人类对如白血病等癌症在内的人类疾病研究的厚望。在2013年1月，日本科学家转基因透明斑马鱼品系得到可以在高强度脑活动时放出可见发光的品系，使得斑马鱼对外界刺激的反应可以被记录精确到特定的大脑发光区域。

#### 环境监测
2007年1月，复旦大学研究人员修改了斑马鱼的基因，使得其能够用于探测水体中的雌激素污染，这一污染被认为与男性不育有关。研究人员克隆了对雌激素敏感的基因，将之注入斑马鱼的受精卵中，得到的转基因鱼会在感知污染时变绿。

#### RNA剪接
2015年，美國布朗大学的研究人员发现，10%的斑马鱼基因并不依赖于U2AF2蛋白质来启动RNA剪接。这些基因在每个内含子的尾端有着AC和TG碱基对的重复序列。在3'剪接位置(3' splicing site，简称3'ss)上，腺嘌呤（A）和胞嘧啶（C）交替重复 ；在5'剪接位置(5' splicing site，简称5'ss)上，互补的胸腺嘧啶（T）和鳥嘌呤（G）同样交替重复。研究人员发现，斑马鱼对U2AF2蛋白的依赖比人类更小，而这一蛋白对RNA剪接的发生是必需的。这种在内含子周围重复碱基对以改变RNA核酸二级结构的模式在真骨类中曾发现过，但在四足類中未曾发现过。这表明四足類中的某一进化可能导致了人类与斑马鱼在对U2AF2依赖程度的差异。

### 近交衰退
近亲交配后，幼鱼会显现近交衰退的不良后果。近交衰退主要由有害隐性基因的表达产生的。对于斑马鱼而言，在较为紧张的环境（例如人为因素造成的紧张）中，近交衰退被认为会更加严重。由化学药剂克霉唑（一种咪唑类抗真菌类药物，用于农业、兽医、医疗）诱导的斑马鱼环境压力感受会加剧近亲繁殖在关键生育特性上的影响。胚胎有效率在近亲杂交的鱼中大大减小，并且雄鱼产生后代有减少趋势。

## 医学研究方向

### 癌症
斑马鱼被用来生产包括黑色素瘤、白血病、胰腺癌和肝細胞癌等癌症研究时使用的转基因模型。表达突变的BRAF或NRAS癌基因的斑马鱼模型在置于缺乏肿瘤抑制蛋白（p53）的背景下会得上黑色素瘤。在组织学上，这些肿瘤高度类似于人类疾病，是可移植入人体的，并且展现了大范围的基因组变化。BRAF基因黑色素瘤模型鱼被用来作两种筛选的平台，这一方法公布于2011年3月的《自然》上。在另外一项研究中，这一模型被用来理解人类黑色素瘤中扩增和过表达的基因的功能作用。SETDB1基因能在斑马鱼体内显著地加速肿瘤生成，从而显示了其作为致癌基因的性质。这一点尤为重要，因为目前已知SETDB1参与了表观遗传调控，而表观遗传调控越发地被认为是肿瘤细胞生物学的核心。
在别的研究中，研究人员使用化学筛查，来针对起源神經脊细胞中的遗传程序进行靶向治疗。这项研究显示，一种叫做来氟米特（leflunomide）的的小分子抑制DHODH蛋白可以阻止神經脊干细胞的发育，通过干涉转录延伸能够避免这一发育最终所导致的黑色素瘤的发生。因为这一过程会针对性识别黑色素瘤而非其它单一的遗传变异，来氟米特可能在人类黑色素瘤治疗方面有所利用价值。

### 心血管疾病
在心血管研究领域，斑马鱼被用来模拟凝血、血管新生、心脏衰竭和先天性心臟病。

### 免疫系统
研究急性炎症中，研究人员已经建立了炎症研究的斑马鱼模型以及相关处理机制，使得研究人员能对炎症的遗传控制机制进行细化研究，并且有可能以此识别有潜力的新药物。
斑马鱼在研究脊椎动物的固有免疫方面是广泛使用的模式生物（固有免疫能够在受精后28～30小时内进行吞噬作用，吞噬作用是免疫反应的重要一环）。与之对比，适应性免疫（也称特异性免疫、获得性免疫、后天性免疫）在受精后至少四周才能在功能上达到成熟状态。

### 传染病
由于人类和斑马鱼的免疫系统保守性较强、相对一致性高，许多人类传染病可以在斑马鱼上模拟。斑马鱼透明的早期胚胎被用于深入研究活体成像和分析宿主和病原体之间的互动。科学家已经建立了用于模拟一大批细菌、病毒、寄生虫类病原体的斑马鱼模型，例如用于结核病研究的斑马鱼模型已经为分支杆菌的致病机制研究提供了深入研究的平台。此外，也已经发展出使用斑马鱼感染模型进行高通量微抗生素药物筛查的自动化技术。

### 修复视网膜损伤

在光学显微镜下斑马鱼视网膜的发育（斑马鱼胚胎发育的第1.5日到3.5日，大约每隔12小时一张图片）

斑马鱼的另一显著特征在于其拥有四种视锥细胞，除人体内拥有的红色、绿色、蓝色敏感视锥细胞外，拥有紫外线敏感细胞。斑马鱼因此可以看见非常广的色谱。故斑马鱼也被用于研究视网膜的发育，尤其是视锥细胞如何在视网膜中形成镶嵌方面。斑马鱼和一些真骨类鱼类以其视网膜上高度精密的视锥细胞镶嵌排列备受科学家关注。
这一对斑马鱼视网膜特性的研究也已经延展至人类的视网膜医学研究。2007年，伦敦大学学院的研究人员培养出一种成年斑马鱼幹細胞，这些干细胞在斑马鱼和哺乳动物的眼睛中被发现，且最终会发育成视网膜神经。这些细胞可以注射进入眼部，用于治疗损坏视网膜神经的疾病，此类疾病涵盖大部分眼疾，包括黃斑部退化、青光眼、糖尿病相关失明等。研究人员研究了人眼中的Müller细胞，其研究对象年龄从18个月大到91岁。研究中，科研人员能够将这些细胞培养为所有种类的视网膜神经细胞。研究团队在实验室可以轻松地培育这些细胞，并且还将培育出的干细胞移植进入大鼠视网膜中对周围的神经进行观察，研究人员称这些干细胞试图以与在人体内相同的方式发育。

### 药物研发
如同在许多进行中的研究项目所演示的那样，斑马鱼模型使得研究者不仅能够识别除引发人类疾病的基因，也可以用来在药物开发项目中开发新的治疗药剂。斑马鱼胚胎是一种快速、性价比高且可靠的致畸检验模型。使用斑马鱼进行药物筛查可以识别具有生物学疗效的新的化合物种类，或者发现已知药物的新用途。例如一种常用的抑制剂（瑞舒伐他汀）通过斑马鱼试验发现可以抑制前列腺癌的生长。迄今为止，已经进行过65项小分子筛查，其中至少一项已经进行临床试验。在这些筛查中，许多技术难度仍待解决，例如：药物吸收率在不同组织或者器官是不同的，这一不同导致药物的实际有效浓度（即其对特定部位的暴露量）无法从其水溶液浓度推算；个体动物之间的天然差异等。但对于理解药效而言，药物的暴露产生了药效，因此了解药物在体内的暴露量是至关重要的。同时，将斑马鱼身上的实验结果解读为对人类等高等脊椎动物有效的结果需要在知悉药物浓度和药效之间的关系基础上，这一基础可由药物代谢动力学和药物效应动力学方面分析产生。迄今，只有对于对乙酰氨基酚的斑马鱼幼体模型已经建立了上述所言的人体和药物相互作用的模型。但在斑马鱼身上进行药理学分析前景仍是广阔的。

## 拓展阅读
- Lambert, Derek J. . Edison, New Jersey: Chartwell Books. 1997: 19. ISBN 0-7858-0867-1.
- Sharpe, Shirlie. . Your Guide to Freshwater Aquariums.   [December 15, 2004]. （原始内容存档于2016-12-07）.
- Kocher, Thomas D.; Jeffery, WR; Parichy, DM; Peichel, CL; Streelman, JT; Thorgaard, GH. . Zebrafish. 2005, 2 (3): 147–56. PMID 18248189. doi:10.1089/zeb.2005.2.147.
- Bradbury, Jane. . PLoS Biology. 2004, 2 (5): e148. PMC 406403 . PMID 15138510. doi:10.1371/journal.pbio.0020148.
- Westerfield, M.  5th. Eugene, OR: University of Oregon Press. 2007.
- Guttridge, Nicky. . Nature. 2012. doi:10.1038/nature.2012.11463.
- . BBC. June 14, 2013  [June 15, 2013]. （原始内容存档于2020-11-25）.